# Gschwendt (Gemeinde Frohnleiten)
Gschwendt ist eine Ortschaft auf dem Gebiet der gleichnamigen Katastralgemeinde in der Stadtgemeinde Frohnleiten im österreichischen Bundesland Steiermark. Gschwendt zählt 266 Bewohner (Stand 1. Jänner 2024) auf einer Fläche von 886,18 ha. Durch das Dorf fließt der Tyrnauer Bach. Die Katastralgemeinde Gschwendt war bis zum 1. Jänner 2014 im ehemaligen Gemeindegebiet von Schrems bei Frohnleiten eingegliedert.

## Geografie
Gschwendt liegt abseits des Rechbergs und der Tyrnauer Bach fließt mitten durch das Dorf. Der „Frohnleitner Hausberg“ Gschwendt (auch Gschwendtkogel oder Gschwendtberg) 993 m ü. A. liegt zum Teil auf dem Gebiet der Katastralgemeinde. Weitere Berge im Gebiet von Gschwendt sind der Gschielkogel 1142 m ü. A., der Harterberg 1036 m ü. A.  und der Grösskogel 942 m ü. A. Alle Berge liegen jedoch nur zu einem kleinen Teil in der Katastralgemeinde. Gschwendt liegt an der Tyrnauer Straße (L352). In Richtung Norden führt die Straße weiter nach Tyrnau, Nechnitz und Fladnitz an der Teichalm. Noch im Ortsgebiet mündet die Straße in Richtung Süden in die Rechberg Straße (B64). Von dort aus gelangt man nach Frohnleiten im Westen und Passail und Weiz im Osten. Gschwendt ist sieben Kilometer vom Ortszentrum Frohnleitens entfernt.

## Bevölkerung
Die Tabelle zeigt die Bevölkerungsveränderung der Ortschaft Gschwendt.
| Ortschaft | 15.05.2001 | 31.10.2011 | 01.01.2015 |
| --------- | ---------- | ---------- | ---------- |
| Gschwendt | 204        | 275        | 267        |